# Svarttjärnen (Överkalix socken, Norrbotten)
Svarttjärnen är en sjö i Överkalix kommun i Norrbotten och ingår i Kalixälvens huvudavrinningsområde. Sjön har en area på 0,0801 kvadratkilometer och ligger 87,9 meter över havet.

## Delavrinningsområde
Svarttjärnen ingår i det delavrinningsområde (737718-179840) som SMHI kallar för Ovan Östanbäcken. Medelhöjden är 95 meter över havet och ytan är 10,13 kvadratkilometer. Räknas de 48 avrinningsområdena uppströms in blir den ackumulerade arean 789,18 kvadratkilometer. Bönälven som avvattnar avrinningsområdet har biflödesordning 4, vilket innebär att vattnet flödar genom totalt 4 vattendrag innan det når havet efter 115 kilometer. Avrinningsområdet består mestadels av skog (45 procent) och sankmarker (51 procent). Avrinningsområdet har 0,08 kvadratkilometer vattenytor vilket ger det en sjöprocent på 0,8 procent.